# 플라미니아 가도
플라미니아 가도(Via Flaminia) 또는 플라미니아 도로(Flaminian Way)는 로마에서 아펜니노산맥을 넘어 아드리아해 연안의 아리미눔(리미니)까지 이어지는 고대 로마 가도로, 산악지대의 울퉁불퉁한 지형 때문에 이탈리아의 에트루리아, 라티움, 캄파니아, 평원 지대 사이를 이동할 때 로마인들이 주로 이용한 경로였다. 북로마를 통과하는 구간에서 콘스탄티누스 대제가 키 로를 보고 기독교로 개종하며 로마 제국의 기독교화를 이룩한 장면으로 유명하다.
오늘날에도 이 도로는 여전히 대부분의 구간에서 같은 이름으로 불리며, 라치오주와 움브리아주에서는 Strada Regionale (SR) 3, 마르케주에서는 Strada Provinciale (SP) 3, 그리고 그 외의 지역에서는 Strada Statale (SS) 3으로 불리는 고속도로와 함께 병행하거나, 겹쳐 있다. 이 도로는 로마를 떠나 티베르강 계곡을 따라 포르미케성에서 산으로 들어가 구알도타디노까지 올라가며, 575m의 스케자 고개를 넘어 칼리까지 올라간다. 그 후, 이 도로는 토스카나-에밀리아 아펜니노산맥과 우름브리아 아펜니노산맥 사이의 동쪽 경사 수로를 따라 해안 지역인 파노로 내려가며, 북쪽으로 A14 고속도로와 평행하면서 리미니까지 이어진다.
한때 이 도로는 로마 시민과 다른 여행자들에게 편리한 경로였지만, 현재는 북이탈리아와 로마 수도 사이의 교통체증으로 인해 혼잡해졌다. 현재 피렌체와 볼로냐 사이의 수십 개의 터널을 철도와 고속도로가 가로지르고 있다. 이 가도가 능선 아래에서 더 짧고, 더 직접적인 경로이기는 하지만, 시골길로 남아 있으며, 거의 접근할 수 없는 고갯길이다.

## 같이 보기
- 로마의 도로
- 로마의 공학
- 포폴로 광장